# 王家棫
王家棫（1908年—1980年9月21日），笔名王孙、朴人等，江苏常熟人。
王家棫1928年毕业于光华高中，1932年毕业于光华大学（今华东师范大学）第七届国文系。毕业后，曾任中国国民党中央宣传部国际宣传处专员、行政院新闻局第三处处长等职。赴台灣后，又历任行政院新闻局副局长、局长、顾問，中央通讯社副社长、董事兼顾问。